# Arturo Ripstein
Arturo Ripstein y Rosen (Città del Messico, 13 dicembre 1943) è un regista messicano.

## Biografia
Figlio di Alfredo Ripstein, produttore messicano di origine ebraico-polacca, cominciò la sua carriera come assistente di Luis Buñuel (non accreditato) in L'angelo sterminatore (1962). Nel 1965 diresse il suo primo lungometraggio, Tiempo De Morir, scritto da Carlos Fuentes e Gabriel García Márquez e prodotto dal padre.
Il suo cinema, spesso definito "sordido" o "perverso", per via di una rappresentazione cruda della sessualità umana, affronta anche temi quali la povertà, il fatalismo delle classi povere e la critica al machismo insito nella cultura messicana.
A partire da El imperio de la fortuna (1986) inizia a collaborare con la moglie e sceneggiatrice Paz Alicia Garciadiego, la quale firmerà la sceneggiatura di tutti i suoi film successivi, dall'86 a oggi. Nella loro collaborazione, soprattutto quella più recente, si segnala uno slittamento verso la commedia nera, con un accento più deciso su toni umoristici o ironici all'interno di contesti tragici o fortemente melodrammatici.
È stato in Concorso a Cannes tre volte (nel 1974 con El santo oficio, nel 1994 con La reina de la noche e nel 1999 con Nessuno scrive al colonnello) e tre volte all'Un Certain Regard (La mujer del puerto, 1991, Il vangelo delle meraviglie, 1998, Así es la vida, 2000). A Venezia è stato in Concorso una volta, nel 1996, con Profundo carmesi (vincitore di tre premi, tra cui il Premio Osella per la miglior sceneggiatura) e due volte Fuori Concorso (nel 2002, con La virgen de la lujuria, e nel 2015, con La calle de la amargura).
Ha vinto due volte la Conchiglia d'oro a San Sebastian per i film Principio y fin (1993) e La perdición de los hombres (2000).
Nel 2016 è stato Presidente di giuria della 69ª edizione del Festival di Locarno.
Il suo ultimo film, El diablo entre las piernas, è stato presentato al Toronto Film Festival nel 2019.

## Filmografia

### Regista

#### Cortometraggi
- Salón independiente (1969)
- La hora de los niños (1969)
- Exorcismos (1970)
- Crimen (1970)
- La belleza (1970)
- Autobiografía (1971)
- La causa (1975)
- El borracho (1976)

#### Lungometraggi
- Tiempo de morir (1966)
- Juego peligroso (Jôgo perigoso) (1967) (co-diretto con Luis Alcoriza)
- Los recuerdos del porvenir (1969)
- La hora de los ninos (1969)
- El náufrago de la calle de la Providencia (1970) (documentario)
- El castillo de la pureza (1973)
- El santo oficio (1974)
- Foxtrot (1976)
- El palacio negro (Lecumberri) (1977) (documentario)
- La viuda negra (1977)
- El lugar sin límites (1978)
- Cadena perpetua (1979)
- La tía Alejandra (1980)
- La ilegal (1979)
- La seducción (1981)
- Rastro de muerte (1981)
- El otro (1984)
- El imperio de la fortuna (1986)
- Mentiras piadosas (1989)
- La mujer del puerto (1991)
- Principio y fin (1993)
- La reina de la noche (1994)
- Profundo carmesí (1996)
- Il vangelo delle meraviglie (El evangelio de las maravillas) (1998)
- Nessuno scrive al colonnello (El coronel no tiene quien le escriba (1999)
- La perdición de los hombres (2000)
- Así es la vida (2000)
- La virgen de la lujuria (2002)
- Los heroes y el tiempo (2005) (documentario)
- Carnaval de Sodoma (2006)
- Las razones del corazon (2011)
- La calle de la amargura (2015)
- El diablo entre las piernas (2019)

### Attore
- The Queen of Spain (La reina de España), regia di Fernando Trueba (2016)

## Riconoscimenti
- Premio Ariel[1]
  - 1973 – Miglior film per El castillo de la pureza
  - 1973 – Miglior sceneggiatura per El castillo de la pureza
  - 1973 – Candidato alla miglior regia per El castillo de la pureza
  - 1973 – Candidato al miglior soggetto per El castillo de la pureza
  - 1975 – Candidato alla miglior sceneggiatura per El santo oficio
  - 1978 – Miglior film per El lugar sin limites
  - 1978 – Candidato alla miglior regia per El lugar sin limites
  - 1978 – Candidato alla miglior sceneggiatura per El lugar sin limites
  - 1979 – Miglior regia per Cadena perpetua
  - 1979 – Candidato al miglior film per Cadena perpetua
  - 1979 – Candidato alla miglior sceneggiatura per Cadena perpetua
  - 1984 – Candidato al miglior film per La viuda negra
  - 1984 – Candidato alla miglior regia per La viuda negra
  - 1987 – Miglior film per El imperio de la fortuna
  - 1987 – Miglior regia per El imperio de la fortuna
  - 1994 – Candidato al miglior film per Principio y fin
  - 1999 – Candidato alla miglior regia per Il vangelo delle meraviglie
  - 2022 – Candidato alla miglior regia per El diablo entre las piernas